# Offoy (Somme)
Offoy è un comune francese di 221 abitanti situato nel dipartimento della Somme nella regione dell'Alta Francia.

## Società

### Evoluzione demografica
Abitanti censiti